# Bloom (Familienname)
Bloom ist ein englischer Familienname. Er bedeutet übersetzt von blooming, to bloom „blühen“, als Vorname „der/die Blühende“.

## Namensträger

### Familienname
- Alexis Bloom, südafrikanische Filmemacherin
- Allan Bloom (1930–1992), US-amerikanischer Philosoph
- Amy Bloom (* 1953), US-amerikanische Schriftstellerin
- Andrew Bloom (* 1973), US-amerikanischer Kugelstoßer
- Andrei Borissowitsch Bloom/Blum, ursprünglicher Name von Anthony von Sourozh (1914–2003), russisch-orthodoxer Bischof
- Arthur Bloom (1942–2006), US-amerikanischer Fernsehregisseur
- Arthur L. Bloom (1928–2017), US-amerikanischer Geologe
- Barbara Bloom (* 1951), US-amerikanische Künstlerin
- Barry R. Bloom (* 1937), US-amerikanischer Immunologe
- Benjamin Bloom (1913–1999), US-amerikanischer Erziehungswissenschaftler
- Brian Bloom (* 1970), US-amerikanischer Schauspieler und Synchronsprecher
- Brooke Bloom, US-amerikanische Schauspielerin
- Claire Bloom (* 1931), britische Schauspielerin
- Earl D. Bloom (1871–1930), US-amerikanischer Politiker
- Floyd E. Bloom (1936–2025), US-amerikanischer Pharmakologe und Neurowissenschaftler
- Eric Bloom (* 1944), US-amerikanischer Rockmusiker
- Frank Bloom (1906–1993), US-amerikanischer Tierarzt
- Gilad Bloom (* 1967), israelischer Tennisspieler
- Godfrey Bloom (* 1949), britischer Politiker
- Harold Bloom (1930–2019), US-amerikanischer Literaturwissenschaftler und -kritiker
- Harold Jack Bloom (1924–1999), US-amerikanischer Drehbuchautor
- Harry Bloom (1913–1981), südafrikanischer Journalist, Autor, Aktivist und Dozent
- Howard Bloom (* 1943), US-amerikanischer Autor
- Hyman Bloom (1913–2009), US-amerikanischer Maler
- Isaac Bloom (~1716–1803), US-amerikanischer Politiker
- J. K. Bloom (* 1995), deutsche Schriftstellerin
- Jane Ira Bloom (* 1955), US-amerikanische Jazz-Sopransaxofonistin und Komponistin
- Jeremy Bloom (* 1982), US-amerikanischer Freestyle-Skier und American-Football-Spieler
- John Bloom (Unternehmer) (* 1931), britischer Unternehmer
- John Bloom (Filmeditor) (* 1935), britischer Filmeditor
- John Bloom (Schauspieler) (1944–1999), US-amerikanischer Schauspieler
- Jon N. Bloom, US-amerikanischer Filmemacher
- Leslie Bloom, Szenenbildner
- Lindsay Bloom (* 1950), US-amerikanische Schauspielerin
- Luka Bloom (Kevin Barry Moore; * 1955), irischer Sänger, Musiker und Songschreiber
- Mark Bloom (* 1987), US-amerikanischer Fußballspieler
- Mike Bloom (Basketballspieler) (Meyer Bloom; 1915–1993), US-amerikanischer Basketballspieler
- Mike Bloom (Eishockeyspieler) (Michael Carroll Bloom; * 1952), kanadischer Eishockeyspieler
- Mike Bloom (Musiker) (Michael Evan Bloom; * 1975), US-amerikanischer Musiker und Produzent
- Myer Bloom (1928–2016), kanadischer Physiker
- Nicholas Bloom (* 1973), britisch-amerikanischer Wirtschaftswissenschaftler
- Nichole Bloom (* 1989), US-amerikanische Schauspielerin
- Orlando Bloom (* 1977), britischer Schauspieler
- Orly Castel-Bloom (* 1960), israelische Autorin
- Paul Bloom (* 1963), US-amerikanischer Psychologe
- Phil Bloom (* 1945), niederländische Künstlerin
- Rachel Bloom (* 1987), US-amerikanische Schauspielerin
- Rube Bloom (1902–1976), US-amerikanischer Pianist, Sänger und Komponist
- Sam Bloom (* 1971), australische Parakanutin
- Samantha Bloom (* 1975), britische Schauspielerin
- Sol Bloom (1870–1949), US-amerikanischer Politiker
- Steve Bloom (* 1953), südafrikanischer Fotograf und Autor
- Tamir Bloom (* 1971), US-amerikanischer Fechter
- Tony Bloom (* 1970), englischer Pokerspieler
- Valerie Bloom (* 1956), englisch-jamaikanische Schriftstellerin
- Verna Bloom (1938–2019), US-amerikanische Schauspielerin

### Fiktive Personen
- Emma Bloom, fiktiver Charakter aus Die Insel der besonderen Kinder von Ransom Riggs
- Leopold Bloom, fiktiver Charakter im Werk Ulysses von James Joyce
- Professor Bloom aus Cluedo
- Bloom aus der Zeichentrickserie Winx Club